# Vavin (metropolitana di Parigi)
Vavin è una stazione della metropolitana di Parigi sulla linea 4, sita alla confluenza del VI e del XIV arrondissement di Parigi.

## La stazione

### Origine del nome
La stazione prende il nome dalla rue Vavin, che lo trae a sua volta da Alexis Vavin (1792-1863). Deputato di Parigi nel 1839 fece parte dell'Assemblée constituante e quindi dell'Assemblée législative. Favorevole alla monarchia, si oppose al colpo di Stato di Napoleone III.

### Storia
La stazione venne aperta il 9 gennaio 1910.

## Accessi
- 101, boulevard Montparnasse
- 103, boulevard Montparnasse
- 106, boulevard Montparnasse
- 108, boulevard Montparnasse

## Interconnessioni

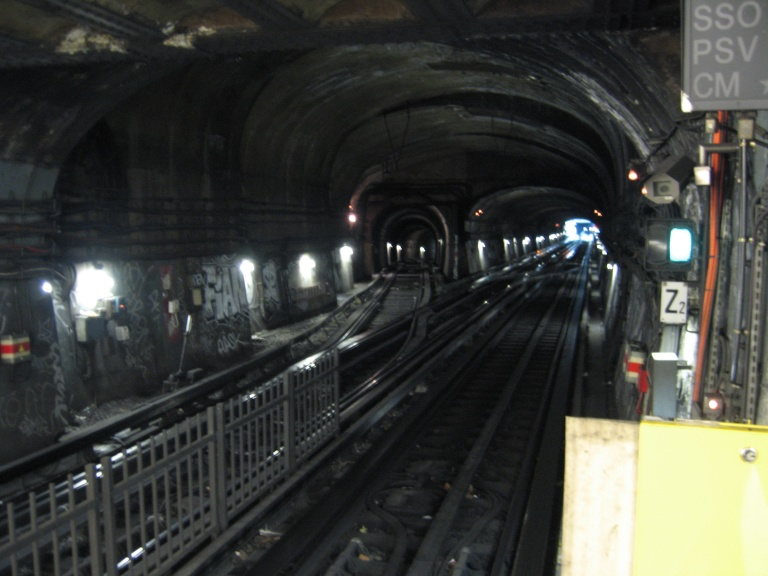
Il raccordo con la linea 12 ad ovest della stazione.

- Bus RATP - 58, 68, 82, 91
- Noctilien - N01, N02

## Nelle vicinanze
- Montparnasse